# Iain Macintyre (Mediziner, 1944)
Iain Melfort Campbell Macintyre (auch MacIntyre; * 23. Juni 1944 in Glasgow, Schottland) ist ein schottischer Chirurg.
Macintyre studierte Medizin an der University of Edinburgh und erhielt seine chirurgische Ausbildung zusätzlich in Durban in Südafrika. Ab 1974 war er Lecturer in Chirurgie an der Universität Edinburgh und 1978/79 Professor für Chirurgie an der University of Natal. 1979 bis 1985 war er Consultant Surgeon und Leiter der Allgemeinen Chirurgie am Leith Hospital in Edinburgh, 1985 bis 2002 am Western General Hospital in Edinburgh (Allgemeinchirurgie und Chirurgie des Gastrointestinaltrakts) und 2002 bis 2004 Consultant Surgeon an der Edinburgh Royal Infirmary.
Er war 2003 bis 2006 Vizepräsident des Royal College of Surgeons of Edinburgh (dessen Fellow er seit 1973 ist). 1997 bis 2004 hatte er den offiziellen Titel Chirurg der Königin in Schottland.  1997 wurde er Fellow des Royal College of Physicians of Edinburgh.

## Schriften
- Herausgeber mit Iain MacLaren: Surgeons’ Lives, Royal College of Surgeons of Edinburgh 2005 (Geschichte des Royal College of Surgeons of Edinburgh)
- mit Helen Dingwall, David Hamilton, Morrice McCra, David Wright: Scottish Medicine, an illustrated history, Edinburgh: Birlinn 2011
- Herausgeber: Practical laparoscopic surgery for general surgeons, Oxford, Butterworth Heinemann 1994